# Ősagárd
Ősagárd é um município da Hungria, situado no condado de Nógrád. Tem 10,92 km² de área e sua população em 2015 foi estimada em 296 habitantes.